# Gelbes Meer
| Gelbes Meer                    | Gelbes Meer   |
| ------------------------------ | ------------- |
| Geographische Lage             | 35° N, 123° O |
| Chinesischer Name              |               |
| Kurzzeichen                    | 黄海          |
| Langzeichen                    | 黃海          |
| Pinyin                         | Huánghǎi      |
| Koreanischer Name              |               |
| Hangeul                        | 황해          |
| Hanja                          | 黃海          |
| Rev. Romanisierung             | Hwanghae      |
| McCune-Reischauer              | Hwanghae      |
| Alternativer Koreanischer Name |               |
| Hangeul                        | 서해 a)       |
| Hanja                          | 西海 a)       |
| Rev. Romanisierung             | Seohae        |
| McCune-Reischauer              | Sŏhae         |
|                                |               |

Das Gelbe Meer ist ein Teil des Chinesischen Meeres und ein von der Volksrepublik China und der Koreanischen Halbinsel umgebenes Randmeer des Pazifischen Ozeans.

## Geografie
Der Golf von Bohai und die Koreabucht im Norden sind Teile des Gelben Meeres. Im Süden angrenzend liegt das Ostchinesische Meer.
Das Gelbe Meer misst 960 Kilometer von Nord nach Süd und ist 700 Kilometer breit. Die Flächenausdehnung beträgt 380.000 km². Es ist durchschnittlich 44 Meter und maximal 152 Meter tief. Damit ergibt sich ein Wasservolumen von 16.720 km³. Das Gelbe Meer ist ein flaches Meer, vergleichbar mit der Nordsee am anderen Ende des eurasischen Kontinents. Seine Wattflächen sind ein bedeutendes Rastgebiet für Watvögel.
Seine charakteristische Farbe, die zur Namensgebung führte, erhält es von dem nährstoffhaltigen gelben Schwemmsand, dem Löss, den der Gelbe Fluss und andere Flüsse an ihrer Mündung in das Gelbe Meer hineintragen und dort ablagern.

## Welterbestatus der Küste des Gelben Meeres
Im Jahr 2019 wurde das Wattenmeer an der Küste des Gelben Meeres und insbesondere des Bohai-Golfs von der UNESCO unter dem Titel „Zugvogelschutzgebiete entlang der Küste des Gelben Meeres – Golf von Bohai (Phase I)“ als Weltnaturerbe in die Liste des Welterbes aufgenommen. Als Begründung nennt die UNESCO dafür die große und globale Bedeutung des Wattenmeeres als Rast-, Sammel- oder Brutplatz für Zugvögel und als Aufzuchtort für zahlreiche Fisch- und Krustentierarten.

## Anmerkung
- a) Die alternative koreanische Bezeichnung für das „Gelbe Meer“ lautet seohae bzw. sŏhae und bedeutet „westliches Meer“ bzw. „Westmeer“. Die amtliche Bezeichnung in Nordkorea für das Gelbe Meer lautet hingegen „koreanisches Westmeer“, also kor. 조선서해, Hanja 朝鮮西海 RR Joseonseohae bzw. MCR Chosŏnsŏhae.